# Княж-Павлово
Княж-Павлово (рос. Княж-Павлово) — село в Бутурлинському районі Нижньогородської області Російської Федерації.
Населення становить 77 осіб. Входить до складу муніципального утворення Ягубовська сільрада.

## Історія
Від 2009 року входить до складу муніципального утворення Ягубовська сільрада.

## Населення
| 1999 | 2002 | 2010 |
| ---- | ---- | ---- |
| 137  | ↘116 | ↘77  |